# Le Cabochon d'émeraude
Le Cabochon d'émeraude est une nouvelle policière de Maurice Leblanc, parue dans Les Annales politiques et littéraires le 15 novembre 1930.
Cette nouvelle, qui fait intervenir l'Agence Barnett, pourrait constituer la neuvième du recueil L'Agence Barnett et Cie. Elle a d'ailleurs été mise à la suite, en 1975, dans l'édition du Cercle du Bibliophile (Genève) sous le titre Les Exploits d'Arsène Lupin, et sous son titre, en appendice, dans d'autres éditions modernes du recueil.

## Intrigue de départ
La princesse Olga, qui se targue devant ses amies de connaître Arsène Lupin, qui portait alors le pseudonyme Jim Barnett, va leur raconter comment, un jour, ce détective l'a fait rentrer en possession d'un bijou brusquement envolé alors qu'elle était seule en conversation avec un soupirant Maxime Dervinol, fils d'un banquier, qui, confus de cette gênante situation, ne savait plus à quel saint se vouer. Elle avait fait appel à Jim Barnett lui-même, mais c'est un de ses employés qui s'était présenté : le baron d'Enneris...

## Sources bibliographiques
- Maurice Leblanc, Le Cabochon d’émeraude, Paris, coll. « Les Annales politiques et littéraires », 15 novembre 1930 (lire sur Wikisource), p. 465-468
- Volume 3 de la collection « Arsène Lupin » de Francis Lacassin (Bouquins, 1986 ; p.1024)